# Ibrahim oszmán szultán
Ibrahim, melléknevén Őrült Ibrahim, magyarosan Ábrahám (Isztambul, 1615. november 5. – Isztambul, 1648. augusztus 12.) oszmán szultán és  kalifa 1640-től 1648-ig. Apja I. Ahmed szultán, anyja Köszem szultána volt. Halála előtt trónfosztották.

## Élete

### Ifjúkora
Ibrahim 1615. november 5-én született I. Ahmed és Köszem szultána fiaként.

### Uralkodása
Bátyját, IV. Murádot követte a trónon, mint Oszmán szultán törzsének utolsó sarja és törzsatyjává lett az utána következő összes szultánoknak. Kegyetlen, kapzsi és költekező fejedelem volt, úgy vonult be a történelembe mint az "Őrült Ibrahim". Intézkedéseivel a birodalom hanyatlását siettette.
A főhatalmat uralkodása alatt édesanyja, Köszem szultána tartotta a kezében, aki Murád kiskorúsága idején kormányzó volt, majd Murád halála után újra átvette az irányítást.
Ibrahim uralkodása elején nem avatkozott bele a politikába, de idővel beleszólt a vezetésbe és kivégeztetett néhány vezírt. Háborúba keveredett Velencével Kréta birtoklása miatt – e háborút már csak fia tudta befejezni.

## Családja
Asszonyai:
- Turhan Hatidzse szultána
- Saliha Dilasub szultána
- Hatice Muazzez szultána
- Telli Hümaşah szultána
- Leyla Saçbağlı szultána
- Ayşe szultána
- Mahienver szultána
- Sivekar szultána
- Zafire

Gyermekei:
Fiai
- IV. Mehmed oszmán szultán (1642. január 2.  – 1693. január 6.) Turhantól
- II. Szulejmán oszmán szultán (1642. április 15 – 1691. június 22/23. ) - Salihatól
- II. Ahmed oszmán szultán (1643. február 25.  – 1695. február 5.) - Haticétől
- Murád herceg (1643. március 22. – 1645. január 16.)
- Szelim herceg (1644. március 19. – 1669 október)
- Oszmán herceg (1644. augusztus – 1646)
- Bayezid herceg (1646. május 1. – 1647. augusztus)
- Cihangir herceg (1646. december 11. – 1648. december)
- Orhan herceg (1648. október – 1650. január) - Hümasahtól

Lányai
- Ümmügülsüm szultána
- Fatma szultána (1642-1657)
- Gevherhan szultána (1642 – 1694. szeptember 21.)
- Beyhan szultána (1645 – 1701. március 5.)

### Halála
Ibrahimot még az ulemák (muzulmán vallástudósok) és a janicsárok is csakhamar meggyűlölték. Amikor pedig az egyházi javakra is kivetette az adót, és megtagadta a janicsároknak járó zsoldot, 1648. augusztus 8-án letették a trónról, és negyednapra megfojtották. A trónon fia, IV. Mehmed követte.